# こうたろう イン スペースワンダーランド
『こうたろう イン スペースワンダーランド』は、2016年製作の日本のコンピューターアニメーション、SF映画。

## 概要
シンガーソングライターでもあるartegg-yumiが企画、監督、プロデューサー等を務めた初の長編映画。登場人物以外はほぼ3DCGで製作されている。全国約130名のクリエーターの協力のもと完成させた。長編版とは異なるエンディングの短編版もある。
2016年、東京都 “P-LABO映画祭2016”にて、審査員を務めた柏原寛司から奨励賞を受賞。
2017年、ニューヨークで開催されたボー・スヴェンソンらが審査員を務める映画祭“Cinema New York City”にてYoung Creative Awardsを受賞。同年、キッズステーション法人DVDで連載のほか、全国の図書館向けに配給。神奈川県横浜市の映画館シネマノヴェチェントで、1週間の興行上映が行われた。

## あらすじ
7歳のこうたろうと、ぽんちゃん、チョコレート星で出会うロボット三人の冒険物語。母親を救うためにメリーゴーランド型宇宙船でチョコレート星へ向うが、その星は大変なことが起きていて……。

## キャスト
- こうたろう - AKIRA
- ぽんちゃん（声） - 箕浦邑莉
- ウェーブくん（声） - 大矢沙弓
- ココ（声） - 久保田茜
- ママ - artegg-yumi
- 先生 - 樋口美沙子
- 生徒 - マテウス、飯村 ビアンカ、佐原滉盛、ケンジ、ナニエ、杉澤紅音、中村奏翔、中村咲翔、古市太郎、シオン、玉田笑香、奥村真由子、奥村妃南子、加藤光隆
- 赤ちゃん時代のこうたろう - 谷川愛里花
- チョコレートCMの男性 - 日栄
- メカニック技師 - 岩本健太、華屡、Hiroki
- ウェーブくんパフォーマンス - 青木隼人（パペッション）
- パフォーマンス - フ透明少年：坂元肇、伊藤寛隆、加藤陽生、上林子夏
- DVD収録の視覚障がい者用ナレーション - 黄紅もみじ
- 短編版ナレーション - 横山剛

## スタッフ
- 監督・VFX撮影監督・原案脚本・編集・3DCG・メインキャラデザイン・デザイン・プロデュース - artegg-yumi
- 助監督・VFX編集協力・SE - 八神亮太
- 撮影助監督・脚本協力・2nd助監督・ＳＥ・スクリプター - 岩本健太
- VFX監督・アニメーション監督・3DCG制作監修・3DCG制作・キャラクター制作 - 田中宏明
- デザイン監督・3ed助監督・絵コンテ製作・キャラクター制作 - アカマ
- 3DCG制作監督・メインキャラクターモデリング・デザイン協力 - 世古哲也
- 音楽監督・4th助監督・SE制作・ミックス・マスタリング - 中森信福
- 特殊メイク - 古市雅邦
- メインキャラクターデザイン協力・メインキャラクターモデリング・キャラクター制作・その他デザイン協力 - 杉本正樹
- デザイン・3DCGモデリング・アニメーション協力 - 渡邉 渉太郎、井口慎也
- 3DCGモデリング - 木村秀一、鈴木裕康、橋本隆弘、大久保保智、河野高明、滝本雄太、安藤一俊（メインキャラクターモデリング）
- ポスターデザイン・広告制作 - 伊藤成人（有限会社プランドゥ）
- 3DCGモデリング（名古屋工学院専門学校） - 藤本理行、後藤大貴、飯沼佑樹、神谷瑛里、神田侑輝、北島隆史、水谷豪志、村田恵一、森田智紀
- VFX編集協力 - 前田尚宏
- VFXアドバイザー・メインキャラクターモデリング - 伊藤聖浩
- 撮影協力 - 箕浦邑莉、大矢沙弓、久保田茜
- 教室シーン撮影協力・カメラ助手 - 佐原範計
- 編集・演出アドバイザー - 新里猛
- 演出アドバイザー - 赤坂幸紀
- 3DCGキャラクターデザイン協力 - 西川義昭、世古哲也、さすらい
- メカニック星デザイン協力 - IKEDA
- 公式サイト製作 - 西川義昭
- ポスター撮影・ポスター編集 - 佐知智綱（studio life）
- 香盤表協力 - 松永歩
- パフォーマンス - フ透明少年：神英記、坂元肇、伊藤寛隆、加藤陽生、上林子夏、堀内俊宏（ボディーペイント）、藤井沙耶花（ボディーペイント）、森田怜奈（ボディーペイント）
- 衣装製作 - 杉澤あつ子（ドレス工房）
- 美術協力 - 川口智子、安藤愛子、平手真知子、酒向美香
- 演技指導 - 岡本昌司
- メイク協力 - 三貴
- ブロック貸し出し - ヒューマンエヌディー株式会社：水口功（ヒューマンキッズサイエンス ロボット教室）、株式会社マーゼンプロダクツ：寺田
- アソブロック組み立て - 岡村浩一
- 広報協力 - 佐野康治（有限会社ビジネスホテルビーエル）
- 広報アドバイザー - YukoSwift
- 原案・ブロック組立て・メインキャラクターデザイン - AKIRA
- キャスティング協力・通訳 - 柴田まり子
- キャスティング協力 - 安川量之（桑名市フィルムコミッション）
- 協力 - みえこどもの城、名古屋工学院専門学校、NCA名古屋コミュニケーションアート専門学校、浅野就浩、下雅意善規、高須かおり、橋場順子、三鍋康平、東山動物園、宇野絢子、大垣土木事務所、養老天命反転地、水崎貴久、谷川亮、谷川絵美、谷川祐里佳、鬼才、ParisWalker、雅子、パイソン、寺村太一、山本彩加
- 音楽協力 - 魔王魂、呂布カルマ、Yumi、Symphoniks、フローライト、株式会社こだまプロダクション、TAM MUSIC FACTORY、HURT RECORD

## 主な上映歴

### 国内
- 愛知県　あいち国際女性映画祭 コンペティション部門ノミネート[3]
- 三重県　第1回　伊賀の國 忍者映画祭 フォーラム部門[4]
- 栃木県　第7回おもいがわ映画祭　ノミネート
- 愛知県　シアターカフェ3周年記念大解放祭[5][6]
- シアターカフェ3周年記念大解放祭　観客賞 （グランプリ）
- KSW制作委員会×名古屋工学院専門学校 一日上映会 - 売上金全額をオレンジリボンに寄付
- 福岡県　第5回　福岡インディペンデント映画祭[7]
- 愛知県　KSW上映会　愛知芸術文化センター
- 千葉県　南房総さざなみ映画祭[8]
- 東京都　小劇場てあとるらぼう
- 愛知県　ウィルあいちオレンジリボン共催イベント「児童虐待防止啓発講演会と映画上映会」
- 2016年10月　長野県　創造館自主制作映画祭
- 2016年10月　三重県　四日市大学 学園祭　経済学部 富田与主催「四日市☆映画祭まであと1年」上映会
- 2016年11月　三重県　第0回四日市映画祭
- 2017年10月　三重県　第1回四日市映画祭
- 2017年11月　大阪府　大阪ファンタジック映画祭2（主催：夢人塔）[9]
- 2016年10月　東京都　P-LABO映画祭2016[1] - 柏原寛司・奨励賞

### 国外
- アメリカ ニューヨーク州　cinema New York City official selection[2] - Young Creative Awards受賞
- カナダ オンタリオ州　トロント国際インディペンデント映画祭　プレセレクト作品
- 2017年　アメリカ ニューヨーク州　CINEMA NEW York Festival 上映

### 興行上映
- 2017年11月　神奈川県　シネマノヴェチェント
- 伊那ケーブルテレビジョンで10分バージョンがオンエア
- 2017年2月～　キッズステーションDVD（全12話）
- 2018年8月～　Donation Theater - 映画で寄付するWEBシアター[10][11][12]

### 配給
全国の図書館向け バリアフリー対応長編バージョンを流通　販売:株式会社BBB